# Ido (Spiel)
Ido ist ein taktisches Brettspiel für bis zu vier Spieler von Bernhard Weber, das im Jahr 1998 bei Goldsieber und Rio Grande Games erschienen ist. Es zeichnet sich durch wenige simple Regeln und minimalistische Gestaltung des Spielmaterials aus. 

## Beschreibung
Das Spielfeld ähnelt den abstrakten, geometrischen Gemälden des Künstlers Piet Mondrian. Auch die künstlerische Philosophie Mondrians scheint sich im Spiel widerzuspiegeln: Das Thema ist Gleichgewicht der Kräfte und Harmonie – und der Untertitel des Spiels lautet „Die Kunst des Spielens“. Bei einem ausgeglichenen Spielverlauf ist es bei Ido auch möglich, eine „perfekte Partie“ zu spielen, bei der es keinen Gewinner gibt, sondern alle Spieler nacheinander in der Reihenfolge ins Ziel kommen, in der sie das Spiel begonnen haben. Ein anderes zentrales Spielthema von Ido ist die Interaktion und die Interdependenz der Spielenden und ihrer Spielzüge, denn jede Aktion wirkt sich unmittelbar auf die Bewegungsmöglichkeiten der anderen Spieler aus. Es gibt bei Ido keinen Würfel oder andere Zufallselemente, es ist ein Spiel mit vollständiger Information. Durch den Purismus der Spielidee und der Regeln, sowie die Gestaltung des Materials, könnte man den Eindruck bekommen, dass Ido aus Japan stammt. Auch das Design der Verpackung und der Name legen diesen Schluss nahe (ido ist das japanische Wort für Bewegung), jedoch handelt es sich nicht um ein japanisches Spiel. Zum klassischen japanischen Brettspiel Go sind bei Ido jedoch gewisse Parallelen erkennbar, obwohl das Spielmaterial und die Regeln grundverschieden sind.

## Spielmaterial
Das Spielfeld hat am Rand für vier Spieler farbige Felder in vier unterschiedliche Farben, wobei jeweils ein Feld als Startfeld und das gegenüberliegende als Ziel dient. Die Spielfläche besteht aus einem schwarzen Gittermuster, auf das ein verschiebbarer schwarzer Rahmen gelegt wird. Durch die Kombination der Linien auf dem Spielbrett mit den Streben des Rahmengitters entstehen Spielfelder in verschiedenen Formen: kleine und große Quadrate, Rechtecke und L-Formen. Durch Verschieben des Rahmens verändern sich Form, Größe und Anzahl der Felder und damit entstehen immer neue Anordnungen und Spielsituationen auf dem Brett.
Die Spieler haben jeweils sechs Spielsteine einer Farbe: drei kleine Würfel und drei doppelt so große rechteckige Quader. Die Quader stehen immer aufrecht auf ihrer kleinen quadratischen Seite.

## Spielregeln
Ziel des Spieles ist es, mit mehreren oder allen Steinen vom eigenen Startfeld auf der einen Seite des Spielbretts auf das gegenüberliegende Zielfeld zu gelangen. Dabei stehen natürlich die Steine der anderen Spieler im Weg… Außerdem bietet das Spielfeld nicht immer die passenden Felder für die jeweiligen Steine der Spieler.

Die neun möglichen Positionen des verschiebbaren Rahmengitters. Es entstehen auf dem Spielbrett verschiedene Linienmuster, so dass die Steine unterschiedliche Felder zum Laufen haben. Das mittlere Bild zeigt die Startposition zu Beginn des Spiels.

Wenn man an der Reihe ist, muss man zunächst eine von drei möglichen Aktionen wählen:
- Einen neuen Stein vom eigenen Startfeld in das Spielfeld einsetzen.
- Den Rahmen um eine Einheit verschieben (horizontal oder vertikal, niemals diagonal).
- Mit einem oder mehreren Spielsteinen im Spielfeld laufen. Dabei hat man so viele Schritte, wie man Steine im Brett hat. Die Schritte dürfen beliebig auf die vorhandenen eigenen Steine verteilt werden, die Größe der Steine spielt dabei keine Rolle. Man kann auch auf Schritte verzichten. Als ein Schritt zählt jeweils die Überquerung einer schwarzen Linie oder die Überquerung der Streben des Rahmens. Gezogen wird immer waagerecht oder senkrecht, niemals diagonal.

Beim Betreten des Spielfelds und beim Laufen auf der Spielfläche gelten folgende Regeln für die Felder:
- Kleine Würfelsteine dürfen nur kleine quadratische Felder (entsprechend ihrer Größe) betreten.
- Die großen rechteckigen Steine (Quader) stehen aufrecht und dürfen nur die rechteckigen Felder betreten.
- Große quadratische Felder und L-förmige-Felder auf dem Spielfeld dürfen nie betreten werden.
- Steine können über andere Steine hinweglaufen, sie jedoch nicht schlagen.
- Bei rechteckigen Feldern muss der Spieler entscheiden, auf welcher Hälfte des rechteckigen Feldes ein Stein zu Stehen kommt, denn auf der anderen Hälfte des Rechteckfeldes darf ein weiterer Stein daneben Platz finden (auch ein gegnerischer).

Beim Verschieben des Rahmens gilt die Regel, dass nie zwei Spieler nacheinander den Rahmen verschieben dürfen. Wenn also Spieler 1 den Rahmen verschoben hat, darf erst Spieler 3 wieder diese Aktion wählen. Bei nur zwei Mitspielern darf ein Spieler erst in seinem übernächsten Zug wieder den Rahmen verschieben, wenn dies gerade geschehen ist. Der Rahmen darf nur parallel zu den Gitterlinien jeweils um die Breite eines kleinen quadratischen Feldes verschoben werden, nicht diagonal. Es gibt neun mögliche Positionen des Rahmens. Beim Verschieben kann es vorkommen, dass Spielsteine mit verschoben werden und danach auf Feldern stehen, die sie normalerweise nicht betreten dürfen. Das hat jedoch für die Steine keine Auswirkungen, sie können auf so einem Feld stehenbleiben, oder es beim nächsten Zug verlassen.
Um das ganze Spielfeld mit den eigenen Steinen zu überqueren, muss also ein passender Weg entstehen, auf dem die Steine gehen können. Die Felder sind jedoch so angelegt, dass es für jede Steinart immer nur begrenzte Laufmöglichkeiten gibt. Durch das geschickte Verschieben des Rahmens müssen die Mitspieler deshalb einen jeweils für sie passenden Weg über das Spielfeld finden. Beim Verschieben des Rahmens werden allerdings auch alle Steine mit verschoben, so dass sich die Spielsituation bisweilen stark ändert: Manche Steine werden plötzlich begünstigt, anderen ist der Weg überraschend versperrt, es können auch Steine vom Spielfeld heruntergeschoben werden. Steine, die durch den Rahmen von der Spielfläche geschoben werden, müssen wieder am Start neu anfangen, außer sie werden auf das vorgesehene Zielfeld des Spielers geschoben.
Besonders beim Spielen zu viert, wenn viele Steine auf dem Brett stehen, gerät alles in Bewegung. Dann sind die Auswirkungen einer Rahmenverschiebung enorm und die dabei entstehende Konstellation nur für geübte Spieler vorhersehbar. Wenn man nicht genau hinschaut, kann es passieren, dass die entstehende Anordnung dann doch anders ist, als gedacht. Beim Spielen zu zweit ist dagegen der taktische Anteil am Spiel höher, weil die Spielzüge zweier Spieler weniger unvorhersehbar aufeinander einwirken.
Durch die Bewegung des verschiebbaren Rahmens entstehen immer wieder unvermutete Wendungen im Spielverlauf – scheinbar große Vorsprünge eines Spielers können plötzlich ausgeglichen werden, so dass immer wieder ein Gleichgewicht entsteht. Die Spielregeln bewirken, dass eine Art prästabilierter Harmonie vorherrscht: große Ungleichgewichte sind selten und der totale Gewinn ist nicht möglich, und auch großangelegte Strategien führen meist nicht zum Ziel. Oft sind es ganz kleine, scheinbar unbedeutende Entscheidungen, die sich in ihrer Summe letztendlich spielentscheidend auswirken. Der gesamte Spielverlauf erscheint bisweilen wie eine mathematisch bzw. algorithmisch berechenbare Folge, jedoch spielen auch Kommunikationen und Entscheidungen der Mitspielenden eine nicht unbedeutende Rolle, so dass der Determinismus im Spielverlauf immer wieder durchbrochen wird. Oft müssen auch Entscheidungen getroffen werden, ob ein Spieler mit einem anderen kooperieren möchte, oder nicht. Im Drei- oder Vierspieler-Modus entsteht zuweilen auch ein Königsmacher-Effekt: Ein Spieler, der zwar selbst nicht mehr in der Lage ist zu gewinnen, kann unter Umständen mit seiner Entscheidung für einen bestimmten Zug beeinflussen, welcher Spieler gewinnen wird. 

## Spielvarianten
Die Spieldynamik von Ido ist bereits mit den einfachen Standardregeln schon komplex, durch die Offenheit und den Minimalismus der Regeln sind aber weitere Spielvarianten denkbar. So können eigene Regeln erfunden werden, um etwa die Spieldauer zu verändern. Dafür kann zum Beispiel vereinbart werden, wie viele Steine ins Ziel gebracht werden müssen. Um das Spielziel zu erschweren, kann eine bestimmte Abfolge der Steine festgelegt werden, also z. B. dass abwechselnd kleine und große Steine ins Ziel gebracht werden müssen. Ebenso denkbar ist, bestimmte Steine mit der Fähigkeit auszustatten, andere Steine zu schlagen. Beim Spiel zu zweit kann auch jeder Spieler mit jeweils zwei Farben spielen und dabei die erlaubten Spielzüge miteinander kombinieren.